# ナンセン島
ナンセン島は、ウィルヘルミナ湾で最大の島であり、グレアムランドの西岸、エマ島の東6.4キロメートルに位置する。ナンセン島は、1897年から1899年にかけて行われ、アドリアン・ド・ジェラルーシが隊長を務めたベルギーの南極探検隊によって発見され、ノルウェーの北極探検家フリチョフ・ナンセンにちなんで名付けられた。